# Nozomu Katō
Nozomu Katō (加藤 望 Katō Nozomu?, nacido el 7 de octubre de 1969 en Miyagi) es un exfutbolista japonés. Jugaba de centrocampista y su último club fue el Shonan Bellmare de Japón.

## Trayectoria

### Clubes
| Club            | País  | Año         |
| --------------- | ----- | ----------- |
| Kashiwa Reysol  | Japón | 1992 - 2004 |
| Shonan Bellmare | Japón | 2005 - 2008 |

## Palmarés

### Títulos nacionales
| Título         | Club           | País  | Año  |
| -------------- | -------------- | ----- | ---- |
| Copa J. League | Kashiwa Reysol | Japón | 1999 |